# Zvonimir Cimermančić
Zvonimir Cimermančić (Zagabria, 26 agosto 1917 – Zagabria, 14 maggio 1979) è stato un calciatore jugoslavo, croato tra il 1940 ed il 1944, di ruolo difensore.

## Palmarès

### Club
- Campionato jugoslavo: 3

Građanski Zagabria: 1940
Dinamo Zagabria: 1948, 1954
- Campionato croato: 2

Građanski Zagabria: 1941, 1943
- Kup Maršala Tita: 1

Dinamo Zagabria: 1951
- Hrvatski nogometni kup: 1

Građanski Zagabria: 1941

### Nazionale
- Argento olimpico: 1

Londra 1948